# Dystrykt Kumi
Dystrykt Kumi – dystrykt we wschodniej Ugandzie, którego siedzibą administracyjną jest miasto Kumi. W 2014 roku liczy 239,3 tys. mieszkańców.
Dystrykt Kumi graniczy z następującymi dystryktami: na północy z Katakwi, na północnym–wschodzie z Nakapiripirit, na wschodzie z Bukedea, na południu z Pallisa i na zachodzie z Ngora.